# Harald Eiriksson
No confundir con Harald el Joven de Dinamarca (siglo IX)
Harald ungi Eiriksson (apodado Harald el Joven, 1135 - 1198) fue un caudillo hiberno-nórdico, que gobernó como jarl de las Orcadas en diarquía con Harald Maddadsson a finales del siglo XII. Harald era hijo de un caudillo local, Erik slagbrellir Eriksson y su esposa Ingerid Ragnvaldsdotter, hija de Rögnvald Kali Kolsson. Durante mucho tiempo, la soberanía de Caithness estuvo muy disputada entre el rey de Escocia y el jarl de las Orcadas. Como parte del conflicto con Harald Maddadsson, el rey Guillermo I de Escocia (Uilleam I de Alba) garantizó la cesión de tierras en Caithness para Harald y la mitad del territorio de las Orcadas. Por otro lado, los continuos enfrentamientos y movimientos estratégicos buscando el favor de la corona noruega para justificar su posición como jarl, impidieron que gobernase de facto como tal. Hacia 1196 Harald Maddadsson accedió al pago de tributo al rey escocés por lo que la figura de Harald ya no era útil, y fue matado por Maddadson en la batalla de Wick.